# FC Costuleni
Maillots
Le FC Costuleni est un club moldave de football fondé en 1983 et basé à Costuleni. Il évolue actuellement dans le championnat de Moldavie de football D2.

## Historique
Fondé en 1983, le FC Costuleni remporte la Divizia A en 2010 et participe pour la première fois de son histoire à la Divizia Națională en 2010-2011 où il termine à la dixième place. Costuleni se classe douzième en 2011-2012 puis huitième en 2012-2013.

## Palmarès
- Divizia A : Champion en 2010